# Nicéphore Calliste Xanthopoulos
Pour les articles homonymes, voir Calliste.
Nicéphore Calliste Xanthopoulos (Νικηφόρος Κάλλιστος Ξανθόπουλος, mort vers 1335) fut un moine et historien byzantin, qui a vécu à Constantinople durant le XIIIe siècle. qui a vécu à Constantinople durant le XIIIe siècle. Il est connu principalement pour son œuvre nommée Histoire ecclésiastique.

## Biographie

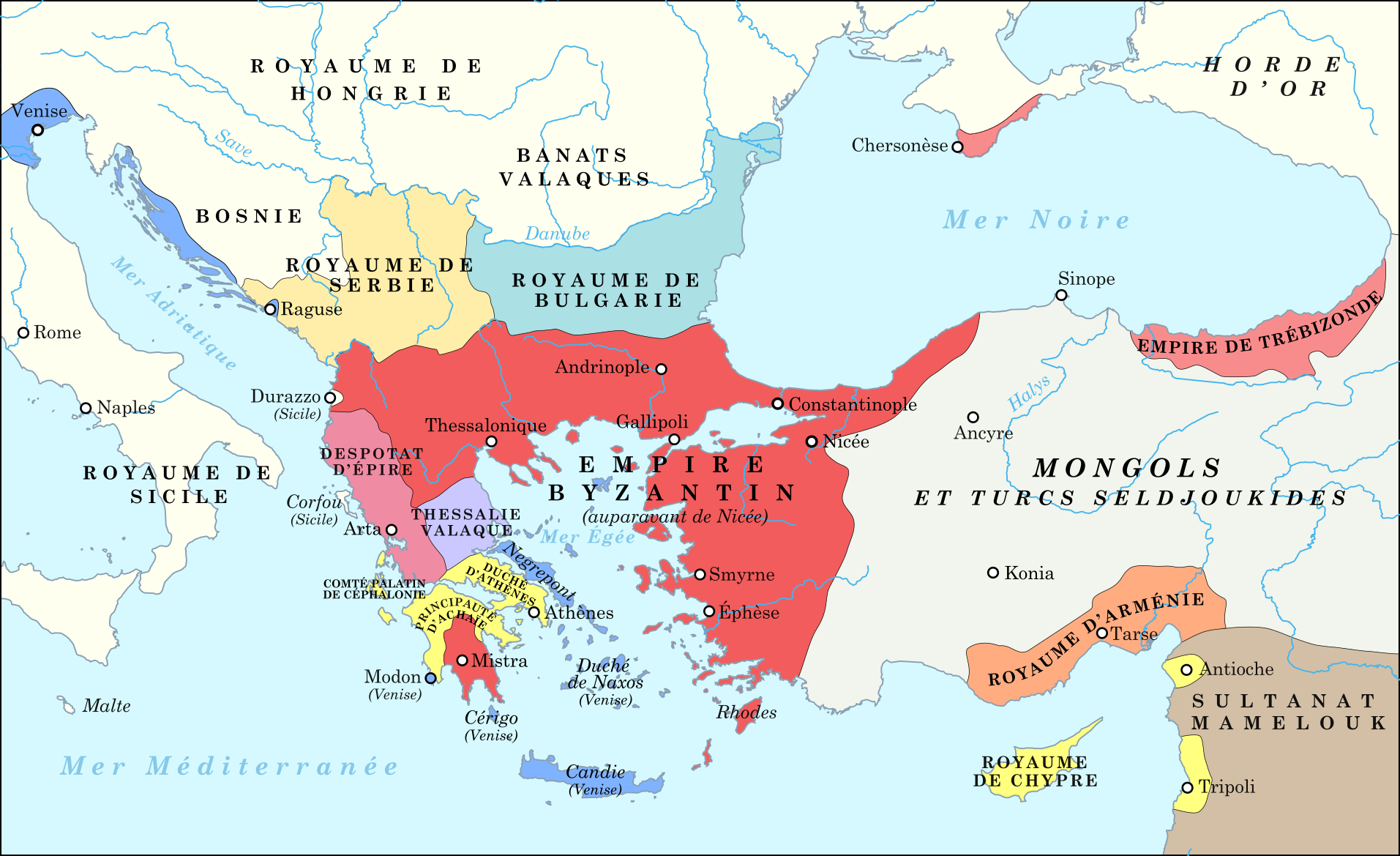
Empire byzantin, 1265

Malgré le peu d’informations disponibles au sujet de la vie de Nicéphore Calliste Xanthopoulos, il est présumé être né à Constantinople, vers 1256, ou du moins y avoir vécu durant la seconde moitié du XIIIe siècle. Il était le frère de Théodore Xanthopoulos, qui, comme lui, était un ecclésiastique. Au cours de sa vie, il a enseigné la rhétorique et la théologie. Dans le cadre de ses leçons de rhétorique, il a créé de nouveaux progymnasmatas, c’est-à-dire des exercices préliminaires de composition. Il a également exercé le rôle de prêtre à l’Église Sainte-Sophie, à Constantinople, et, vers la fin de son existence, il serait possiblement devenu un moine, prenant alors le nom de Neilos. Nicéphore Calliste entretenait également un lien étroit avec le palais impérial et la cour, notamment lors du règne d’Andronic II Paléologue, qui a duré de 1282 à 1328. Bien qu’il existe des opinions divergentes à ce sujet, les sources semblent généralement s’entendre sur le fait que Nicéphore Calliste est décédé en 1335. La cause de sa mort demeure toutefois inconnue.

## Œuvres

### Histoire Ecclésiastique
Son Histoire ecclésiastique en dix-huit livres va jusqu'en 610, soit jusqu’à la mort de l’empereur Phocas (602-610). Nicéphore Calliste s'est appuyé pour les quatre premiers siècles sur les œuvres de ses prédécesseurs (Eusèbe de Césarée, Socrate le Scolastique, Sozomène, Théodoret de Cyr, Philostorge, Théodore le Lecteur, Basil de Cicile et Évagre le Scholastique), sans montrer beaucoup d'esprit critique. Pour la période postérieure, il s'est basé sur les documents aujourd'hui disparus.
Il y avait, chez Nicéphore Calliste, une volonté de respecter la tradition. Son Histoire ecclésiastique représente donc une synthèse des ouvrages de ses prédécesseurs, mentionnés plus haut, qu’il a complétée en ajoutant du contenu provenant de sources trouvées à la bibliothèque patriarcale de l’église Sainte-Sophie, à laquelle il avait accès dans le cadre de ses fonctions. En procédant de la sorte, il visait à améliorer les travaux de ses prédécesseurs, notamment en créant un seul ouvrage au style uniforme, contenant toute l’information qu’il jugeait pertinente. Il s’est également assuré de supprimer ou de modifier les informations qui, selon lui, ne concordaient pas avec la foi orthodoxe telle qu’il l’envisageait, ainsi que d’ajouter du contenu aux sujets qui comportaient, à son avis, des lacunes.
Nicéphore Calliste a écrit son Histoire ecclésiastique vers 1320, et a dédié l’ouvrage à l’empereur Andronic II Paléologue, de qui il était relativement proche. La raison exacte derrière ce geste n’est pas connue, mais plusieurs supposent qu’il a agi ainsi parce qu’il était ému face à la grande piété de cet empereur. En effet, ce dernier avait déclenché une réforme religieuse dans une tentative de révoquer le deuxième concile de Lyon, conclu par son père, l’empereur Michel VIII Paléologue (1261-1282), en 1274. Ce concile avait pour objet, entre autres, d’unir les Églises d’Orient et d’Occident. Cette tentative de révocation initiée par Andronic II Paléologue visait notamment à rétablir la foi orthodoxe au sein de l’empire.
Avant que Nicéphore Calliste ne rédige son Histoire ecclésiastique, cela faisait sept siècles qu’un écrivain ne s’était pas penché sur le sujet précis de l’histoire de l’église. D’après Nicéphore lui-même, c’était la paresse propre à la nature humaine qui expliquait le manque de travaux sur ce sujet durant toutes ces années, paresse qui ne faisait que s’accroître au fur et à mesure que le temps passait. Le but de Nicéphore Calliste, en entreprenant ce projet, était de rédiger l’histoire ecclésiastique, à partir du temps de l’existence Christ, jusqu’à l’époque à laquelle lui-même vivait. Toutefois, il n’a pas été en mesure d’achever ce projet d’envergure, l’ouvrage s’arrêtant à l’année 610, avec la mort de l’empereur Phocas, soit bien avant l’époque à laquelle Nicéphore Calliste était actif.
Lors de la rédaction des sept premiers livres de son Histoire ecclésiastique, Nicéphore Calliste s’est largement appuyé sur Eusèbe de Césarée, l’un de ses prédécesseurs, appui que certains ont par la suite qualifié d’imitation extrêmement rapprochée de l’original. D’ailleurs, il a inclus, dans son ouvrage, une appréciation d’Eusèbe de Césarée, dans laquelle il mentionne notamment le fait que ce dernier est le premier à avoir rédigé un ouvrage nommé « Histoire ecclésiastique ». Parmi les points en commun qu’ont l’ouvrage de Nicéphore Calliste et celui d’Eusèbe de Césarée, on note principalement un effort – ou une volonté – d’écrire une histoire réellement universelle, un appui sur des documents cités, ainsi qu’un point de départ identique et propre à ces deux ouvrages, soit la période de l’existence du Christ.
Le sommaire indique cinq autres livres, couvrant la période de la mort de Léon VI à 911, mais on pense que ces livres sont perdus ou bien n'ont jamais été écrits.
On ne connait qu'un seul manuscrit, qui fut volé par un soldat turc dans une bibliothèque de Buda sous le règne de Matthias Corvin et ramené à Constantinople, où il fut acheté par un chrétien avant de gagner la bibliothèque impériale de Vienne.

### Autres œuvres
Parmi les autres œuvres de Nicéphore Calliste, on retrouve notamment une liste des empereurs et patriarches de Constantinople, un poème sur la prise de Jérusalem, un synopsis des Écritures en vers iambiques, un écrit sur la vie et les miracles de Nicholas de Myra, sept hymnes pour la Theotokos (Mère de Dieu), plusieurs courts hymnes pour l’hymne d’Akathistos, des homélies et commentaires au Livre des Psaumes et des homélies sur Grégoire de Naziance.
De plus, en tant qu’hagiographe, c’est-à-dire un auteur qui s’adonne à la rédaction des vies des saints, Nicéphore Calliste a réécrit et continué des passages des deux recueils de miracles du monastère de la Source à Constantinople. Dans la première partie de l’ouvrage, il a retravaillé trente-neuf miracles provenant de la source, et y a ajouté un quarantième miracle, lequel pourrait avoir été inventé par Nicéphore Calliste lui-même, ou encore provenir d’une autre source qui n’a pas été identifiée à ce jour. Dans la seconde partie de l’ouvrage, Nicéphore Calliste s’est efforcé de rédiger une continuation à la source anonyme, y ajoutant quinze nouveaux miracles, la plupart ayant eu lieu durant le règne d’Andronic II Paléologue.
Nicéphore Calliste a également composé plusieurs poésies rythmiques, ou poésies ecclésiastiques, dont neuf se trouvent dans le manuscrit Cod. Miscellaneus 79 de la Bodléienne, et une autre dans le manuscrit Cod. theolog. Graecus Vindobonensis 78. Ces poèmes sont, pour la plupart, destinés à la Sainte Vierge, mère de Dieu, et visent à démontrer l’admiration et l’amour que lui voue l’auteur.
Aussi, Nicéphore Calliste a rédigé un commentaire sur l’Échelle sainte de Jean Climaque. Ce commentaire, datant de la première partie du XIVe siècle, a été découvert tardivement, plus précisément en 1971, par Linos Politis. Toutefois, ce n’est qu’en 2002 que cet écrit a été rendu accessible au grand public. On pense que Nicéphore Calliste a rédigé ce commentaire à des fins pédagogiques, dans le cadre de son enseignement.
Les Épigrammes sur La relique de la Vraie Croix constituent un autre ouvrage notable de Nicéphore Calliste. La relique de cet objet n’ayant pas survécu au passage du temps, les épigrammes qu’il a rédigées permettent au lecteur de se faire une idée de l’apparence qu’avait la Vraie Croix, lorsqu’elle était encore intacte. Ces écrits permettent également de comprendre comment les poètes de l’époque se servaient du langage pour décrire des objets, puisque le style imagé et poétique utilisé dans leurs écrits en rendait la compréhension plus difficile.

## Style et influence
Le style d’écriture de Nicéphore Calliste peut être décrit comme complexe et sophistiqué, d’autant plus lorsqu’on le compare à celui des œuvres qu’il réécrit. En effet, il emploie la forme archaïque des mots, plutôt que de reprendre la forme plus simple employée dans les versions originales. Il fait usage de mots descriptifs, il paraphrase des mots ou des verbes et ses phrases sont longues et nécessitent une lecture attentive pour être en mesure de bien les comprendre, par opposition à des phrases courtes et faciles à comprendre. Il semble vouloir s’adresser à un auditoire intellectuel plus restreint, plutôt qu’à la population en général. De plus, dans ses écrits, il utilise souvent des termes médicaux et des techniques de rhétorique, telles que la métaphore, la comparaison, l’imagerie, l’hyperbole, la répétition et le jeu de mots, qui, certes, donnent à son texte un aspect distingué, mais qui le rendent aussi moins accessible à tous. Malgré cet inconvénient, l’usage de ce langage imagé permet de mettre en lumière la splendeur des évènements, objets et personnes qu’il décrit, comme c’est le cas dans ses épigrammes sur la relique de la Vraie Croix.
Comme beaucoup d’écrivains et d’historiens, on peut dire que Nicéphore Calliste était influencé par le contexte dans lequel il vivait au moment de la rédaction de ses œuvres. Il était actif durant le règne d’Andronic II Paléologue, qui supportait activement l’orthodoxie grecque par opposition au catholicisme des Latins. Cela se reflétait dans ses écrits, notamment ceux concernant les deux recueils de miracles, qui, à l’époque, servaient en grande partie d’outils de propagande à l’empereur byzantin. Nicéphore Calliste y présentait l’empereur Michel VIII Paléologue, père d’Andronic II Paléologue, comme un mauvais empereur qui n’accordait pas d’importance à la religion. Au contraire, son successeur était décrit comme un vrai empereur byzantin, pieux et exemplaire. Dans ces écrits, Nicéphore Calliste prétendait que c’était grâce à Andronic II Paléologue, qui a restauré la foi orthodoxe dans l’Empire, que la divinité y a resurgi et que des miracles ont recommencé à s’y produire, ce qui démontrait l’approbation de Dieu vis-à-vis l’empereur. Dans un contexte où la population était encore méfiante à son égard, en raison des agissements de son père Michel VIII Paléologue lorsque lui-même était empereur, certains pensent qu’Andronic II Paléologue se serait servi de la littérature propagandiste, et notamment des écrits de Nicéphore Calliste, dans le but d’assurer son maintien à la tête de l’empire, bien que cela ne soit pas confirmé.

## Héritage littéraire
Aujourd’hui, c’est surtout en raison de son Histoire ecclésiastique et de ses poésies rythmiques que l’on se souvient de Nicéphore Calliste. Son Histoire ecclésiastique est une source d’une importance relative, offrant des renseignements sur des controverses et hérésies ainsi que sur l’histoire de légendes byzantines. Cet ouvrage offre également des renseignements sur d’autres sources aujourd’hui disparues, puisque Nicéphore Calliste s’est basé sur certains de ses documents lors de la rédaction de ses ouvrages. On doit également à Nicéphore Calliste le premier catalogue de Mélodes.

## Réception et critique
D’une part, l’œuvre de Nicéphore Calliste, particulièrement son Histoire ecclésiastique, n’est pas bien reçue de tous. Bien qu’à l’époque de Nicéphore Calliste il était commun que des historiographes s’adonnent à la réécriture d’ouvrages existants, il était peu commun de faire passer pour sien le travail des autres. C’est exactement ce que certaines critiques reprochent à Nicéphore Calliste, estimant que son ouvrage principal n’est en réalité que plagiat, et critiquant le fait qu’il ne divulgue pas ses véritables sources aux lecteurs. C. de Boor est l’une de ces critiques qui entretenait une assez pauvre opinion de Nicéphore Calliste, exprimant que celui-ci manquait d’originalité, car dans son Histoire ecclésiastique, il n’aurait rien écrit de lui-même, mis à part l’introduction.
D’autre part, certains auteurs lui réservent des critiques plus positives, par exemple Karl Krumbacher, qui a affirmé que Nicéphore Calliste ne manquait pas d’originalité lorsqu’il abordait des sujets qui suscitaient réellement son intérêt. Dans un autre ouvrage, il est décrit comme un auteur qui se démarque par sa versatilité, et dont l’œuvre démontre un large éventail d’intérêts littéraires.